# NGC 3023/1
NGC 3023/1 је спирална галаксија у сазвежђу Секстант која се налази на NGC листи објеката дубоког неба.
Деклинација објекта је + 0° 37' 8" а ректасцензија 9h 49m 52,6s. Привидна величина (магнитуда) објекта NGC 3023 износи 12,3 а фотографска магнитуда 13,0. NGC 30231 је још познат и под ознакама UGC 5269, MCG 0-25-22, CGCG 7-43, IRAS 09472+0051, VV 620, KCPG 216B, PGC 28272.